# Archipelago (film)
Pour les articles homonymes, voir Archipel (homonymie) et Archipelago (homonymie).
Pour plus de détails, voir Fiche technique et Distribution.
Archipelago est un film britannique réalisé par Joanna Hogg, sorti en 2010.

## Synopsis
Edward est en proie à une crise du quart de vie. Il a récemment quitté son emploi en ville pour se rendre en Afrique, où il effectuera un travail bénévole pour promouvoir les rapports sexuels protégés et lutter contre la propagation du sida. Pour l'accompagner, sa mère Patricia et sa sœur Cynthia ont organisé des vacances en famille et une fête de bon voyage dans un cottage à Tresco sur les îles Scilly. Une invitation a également été adressée à l'ex-mari de Patricia, qui exprime la vague intention d'y assister. Sa mère et sa sœur ont considéré qu'il s'agissait de vacances réservées à la famille et ont interdit à Edward d'amener Chloé, sa petite amie, à son grand dam. Même à l'exclusion de Chloé, ils ont néanmoins invité quelques étrangers : Christopher, un artiste local qui a été embauché pour apprendre à Patricia à peindre les magnifiques paysages environnants, et Rose, une cuisinière professionnelle. Les choses commencent à s'effondrer et le voyage se transforme rapidement en crise mentale, en anxiété et en ressentiment. Edward commence à se demander si sa mère et sa sœur ont créé toutes ces vacances avec leurs propres arrière-pensées. Il semble tout prêt à se laisser dissuader de son voyage en Afrique, car il n'a pas la moindre idée de ce qu'il fera de sa vie après - et est sur le point d'essayer de séduire Rose. L'amère relation frère-sœur entre Edward et Cynthia déborde pendant les vacances et atteint son paroxysme après qu'Edward pense que ne pas inviter Rose à s'asseoir avec eux à table est ridicule. Cynthia insiste sur le fait que parce que Rose a été embauchée comme cuisinière, lui demander de les rejoindre serait inconfortable. Pour compenser cela, ils l'invitent à un repas au restaurant, que Cynthia gâche en se plaignant et en faisant toute une histoire à propos de la nourriture jusqu'à ce qu'Edward s'en aille avec colère. Le voyage d'Edward en Afrique commence à paraître improbable, éclipsé par la beauté exotique des îles Scilly. Marre des disputes constantes au sein de la famille, Rose décide de partir plus tôt que prévu. Elle laisse un mot dans la cuisine pour qu'Edward le trouve. Vers la fin, Edward et Cynthia se réconcilient ainsi qu'avec leur mère avant de dire adieu à Christopher. Sans jamais avoir vu le mari de Patricia, le trio fait ses valises et dit au revoir à la maison. Ils montent à bord d'un hélicoptère pour rentrer sur le continent et reprennent leur vie quotidienne.

## Fiche technique
Sauf indication contraire, les informations mentionnées dans cette section peuvent être confirmées par la base de données cinématographiques IMDb,  présente dans la section « Liens externes ».
- Titre français : Archipelago
- Réalisation et scénario : Joanna Hogg
- Direction artistique : Sonya Yu
- Costumes : Stéphane Collonge
- Photographie : Ed Rutherford
- Montage : Helle le Fevre
- Pays d'origine : Royaume-Uni
- Format : Couleurs - 1,85:1 - Dolby Digital
- Genre : drame
- Durée : 114 minutes
- Dates de sortie :
  - Royaume-Uni : 2007
  - France : 15 décembre 2021

## Distribution
- Tom Hiddleston : Edward
- Kate Fahy : Patricia
- Lydia Leonard : Cynthia
- Amy Lloyd : Rose
- Christopher Baker : Christopher